# アーモンドビスケット

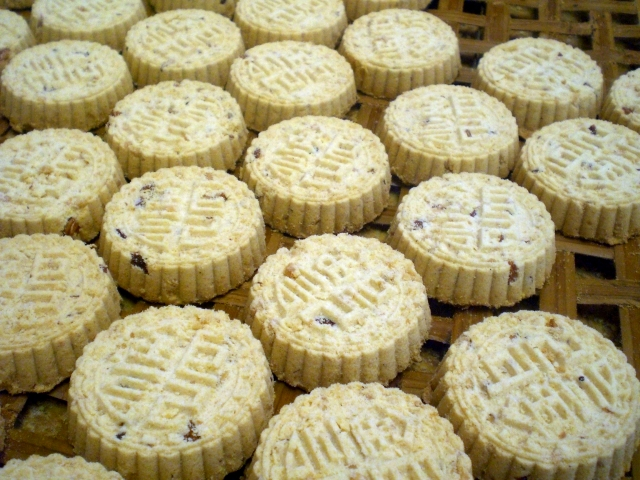
アーモンドビスケット

アーモンドビスケット（Almond biscuit）は、杏仁餅（きょうにんへい、あんにんへい）、アーモンドケーキ（almond cake）、アーモンドクッキー（almond cookie）などとも呼ばれる、緑豆をベースにした干菓子の一種である。製法上、洋菓子におけるクッキーのような焼き菓子ではない。
1918年に中国広東省香山県（現中山市）の咀香園が、従来の落雁を改良して創作した菓子。リョクトウを蒸して粉にし、砂糖を加え、これを木の菓子型に入れて、間に甘く味付けした豚肉を置いて突き固めた。当初、杏仁の形に作ったため、「杏仁餅」と呼ばれたが、キョウニンやアーモンドは用いられていなかった。その後改良を加えたり、風味を増やしたりして、現在は砕いたアンズの種であるキョウニンや植物油を加え、加熱乾燥させた、円盤状のものが多くなっている。中山市の土産菓子として人気が高い。一般的なものの味はキョウニンの香ばしさと杏仁豆腐の風味が合わさったものであり、食感は若干パサパサしている。
マカオにも製法が伝わり、現在の、マカオで最も人気のある土産菓子のひとつである。特に、聖ポール天主堂跡付近の通りでは、10～20ものアーモンドビスケットを売る露店が軒を連ねており、またタイパ島の官也街においても、露天商が一列に並んで各々が作ったのビスケットを売っている。また、マカオ観光情報局の公式サイトでも、人気のある土産物として紹介されており、鉅記餅家などが有名ブランドとして挙げられている。
香港や広州市などでも購入でき、中国国外における一部の中華街のパン屋などでも購入することが出来る。 海外で売られているものは、マカオ製のものが多いが、広東省産のものもある。